# Auf dem Kopf stehendes Haus

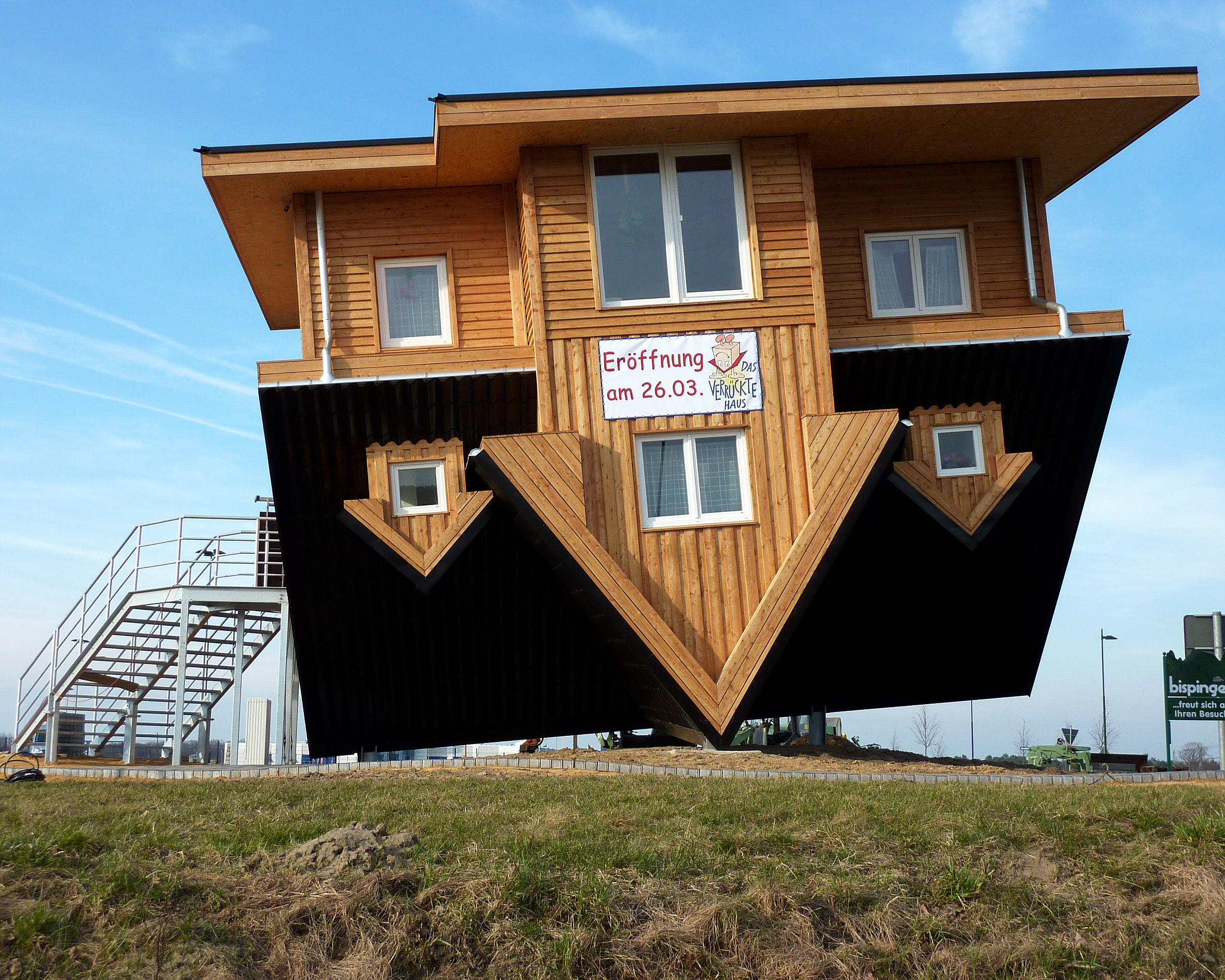
Das Verrückte Haus in Bispingen

Ein Auf dem Kopf stehendes Haus ist ein auf seinem Spitzdach stehendes Gebäude. Es dient meist touristischen Zwecken.

## Bauweise
Gebräuchlich ist die Verwendung von ein- bis zweigeschossigen Nachbildungen von Wohnhäusern mit den üblichen Zimmern wie Gang mit Treppe, Küche mit Essbereich, Wohnzimmer, Bad, Schlaf- und Kinderzimmer sowie Garage. Alle Zimmer und auch die Garage sind ebenfalls „kopfüber“ komplett eingerichtet. Dies bedeutet, dass sämtliche Gegenstände fixiert werden müssen. Tische, Stühle, Toiletten, Betten etc. sind ja auf dem „Fußboden“ der Zimmer platziert, welche in der Realität die Zimmerdecke sind.
Neben den auf dem Giebel stehenden Haustyp gibt es die Bauweise, das Haus auf eine Seite des Satteldaches zu legen. Dies ist eine statisch einfachere Konstruktion.
In den Vereinigten Staaten werden auch Haunted Houses mit verfallender Bauweise errichtet. Dabei dient auch das Weiße Haus als Vorlage.

## Effekte

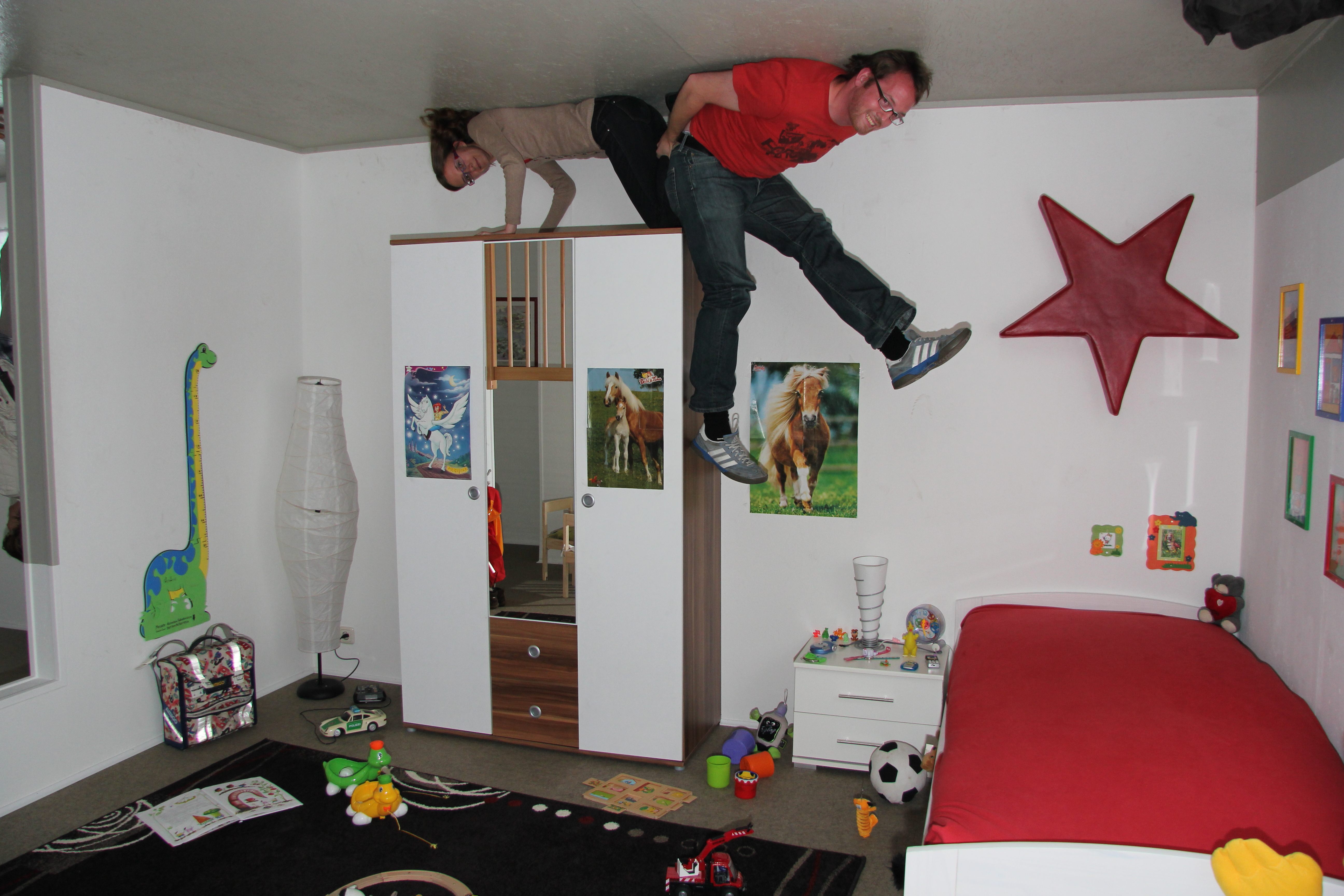
Um 180° gedrehtes Foto eines Kinderzimmers

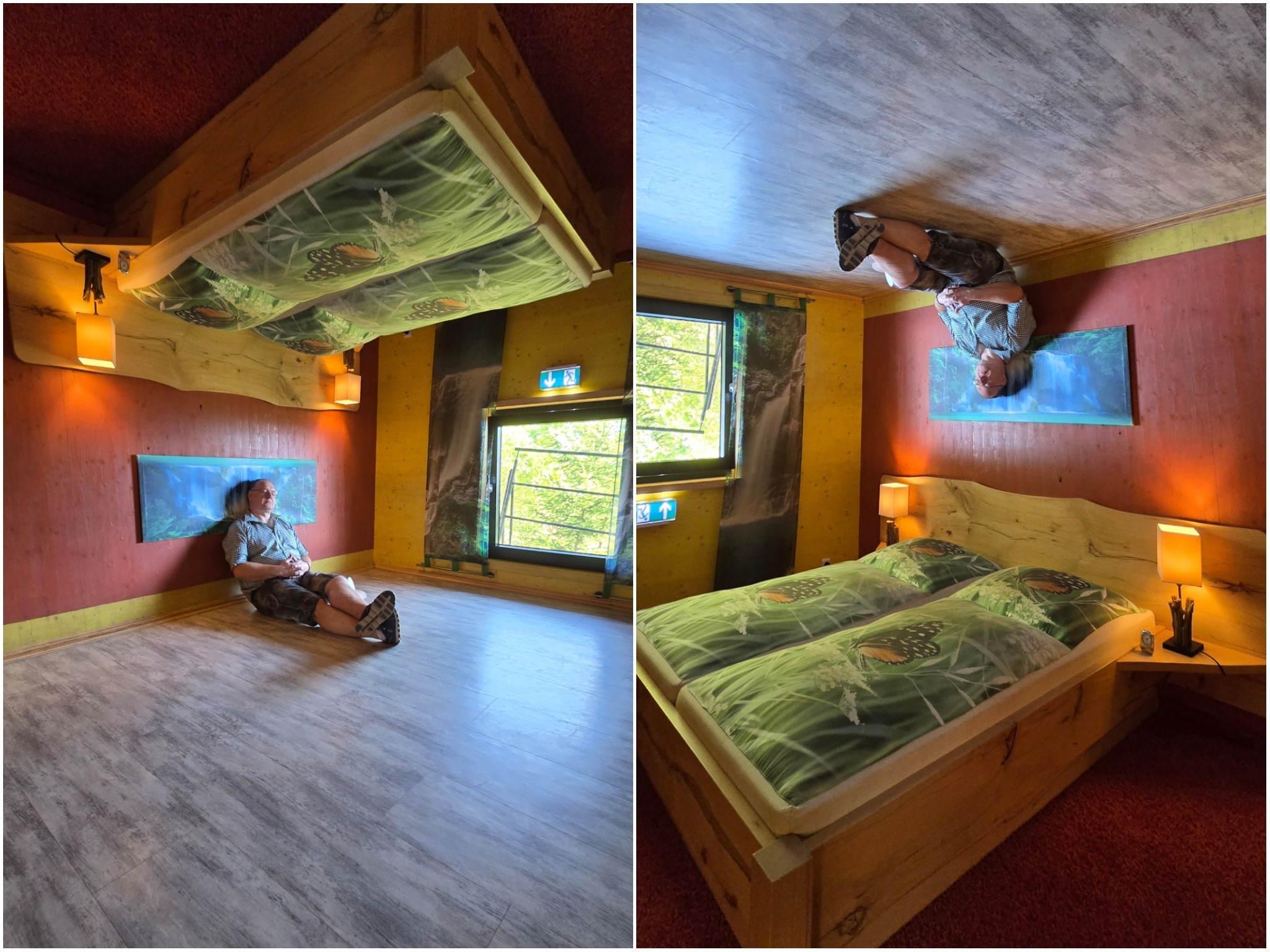
Collage: links Original, rechts gedreht

Ein Auf dem Kopf stehendes Haus ist nicht bewohnbar.
Sofern das Auf dem Kopf stehende Haus zusätzlich horizontal und/oder vertikal geneigt ist, wird zusätzlich der Gleichgewichtssinn der Besucher irritiert.
Die in einem Auf dem Kopf stehendes Haus möglichen Fotos sind meist spaßig, da – wenn die Fotos um 180° gedreht werden – die Illusion entsteht, das Haus würde der Normalität entsprechen und der Besucher stünde auf dem Kopf.

## Beispiele
Mittlerweile gibt es in mehreren Ländern solche Gebäude, nachfolgend Beispiele hierzu:
- Deutschland:
  - Die Welt steht kopf in Trassenheide auf Usedom (seit 2008, erstes Gebäude dieser Art)[1]
  - Das Haus steht Kopf am Bostalsee
  - Haus-Kopf-über in Putbus auf Rügen
  - Haus am Kopf beim Waldwipfelweg Sankt Englmar–Maibrunn
  - Hexenhaus Thale seit 2014 auf dem Hexentanzplatz im Harz[2]
  - Haus auf dem Kopf – Toppels verdrehte Welt in Wertheim[3]
  - Das Tolle Haus Am Edersee in Edertal[4]
  - Das Verrückte Haus in Bispingen, ist gleichzeitig um 7° geneigt
  - Verrücktes Haus in Gettorf (seit 2010)[5]
- Österreich:
  - Haus steht kopf in Terfens[6]
- Polen:
  - Auf dem Kopf stehendes Haus in Szymbark[7]
  - Auf dem Kopf stehendes Haus in Karpacz
- Estland:
  - Das umgedrehte Haus in Tartu
- Kanada:
  - Upside Down House in Niagara Falls
- Vereinigte Staaten:
  - Top Secret in Wisconsin Dells
  - Upside Down House in Lee Vining
- Russland
  - Auch in Russland wurden Auf dem Kopf stehende Häuser errichtet.
- Georgien
  - White House in Batumi
- Malaysia:
  - Upside Down House Sabah in Tamparuli

## Galerie
Auf dem Kopf stehende Häuser in verschiedenen Ländern

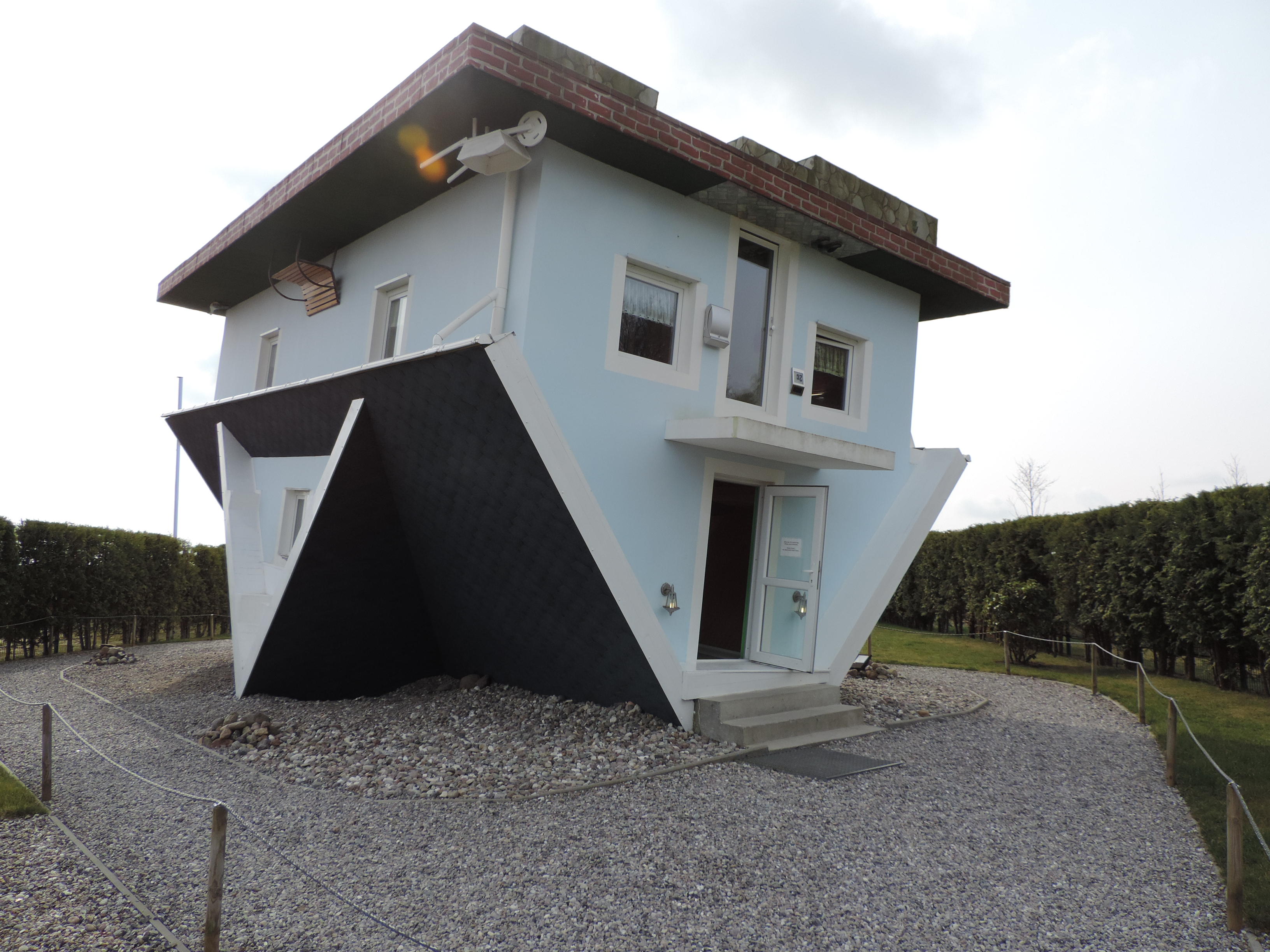
Trassenheide / Deutschland
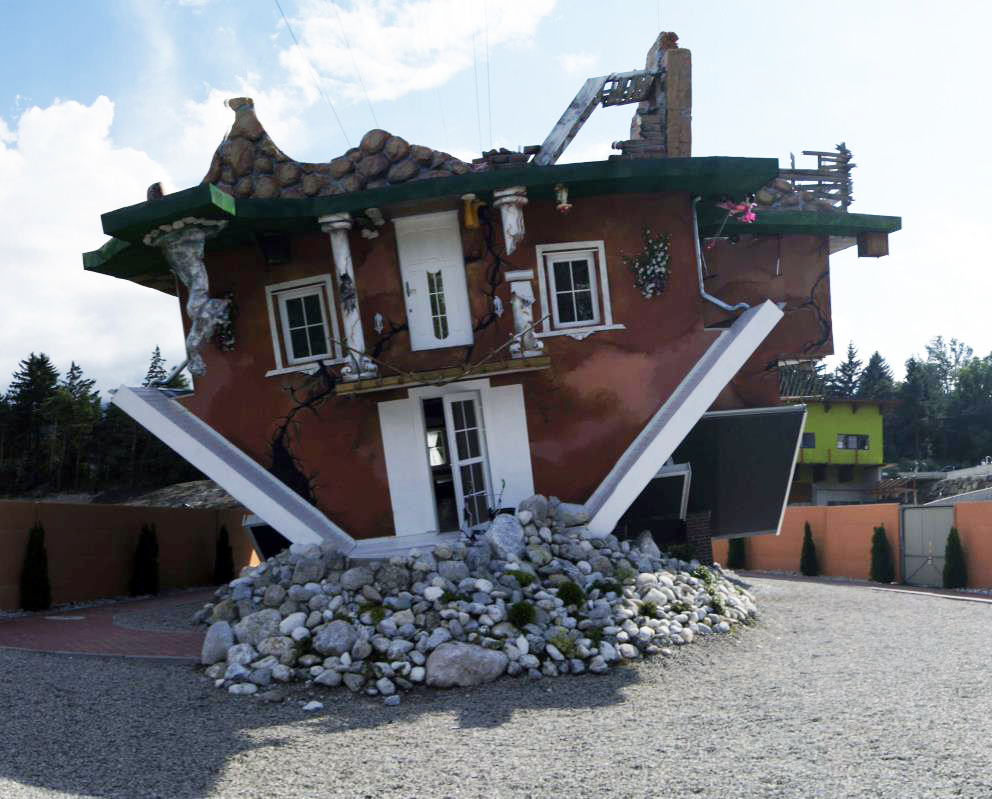
Tefens / Österreich
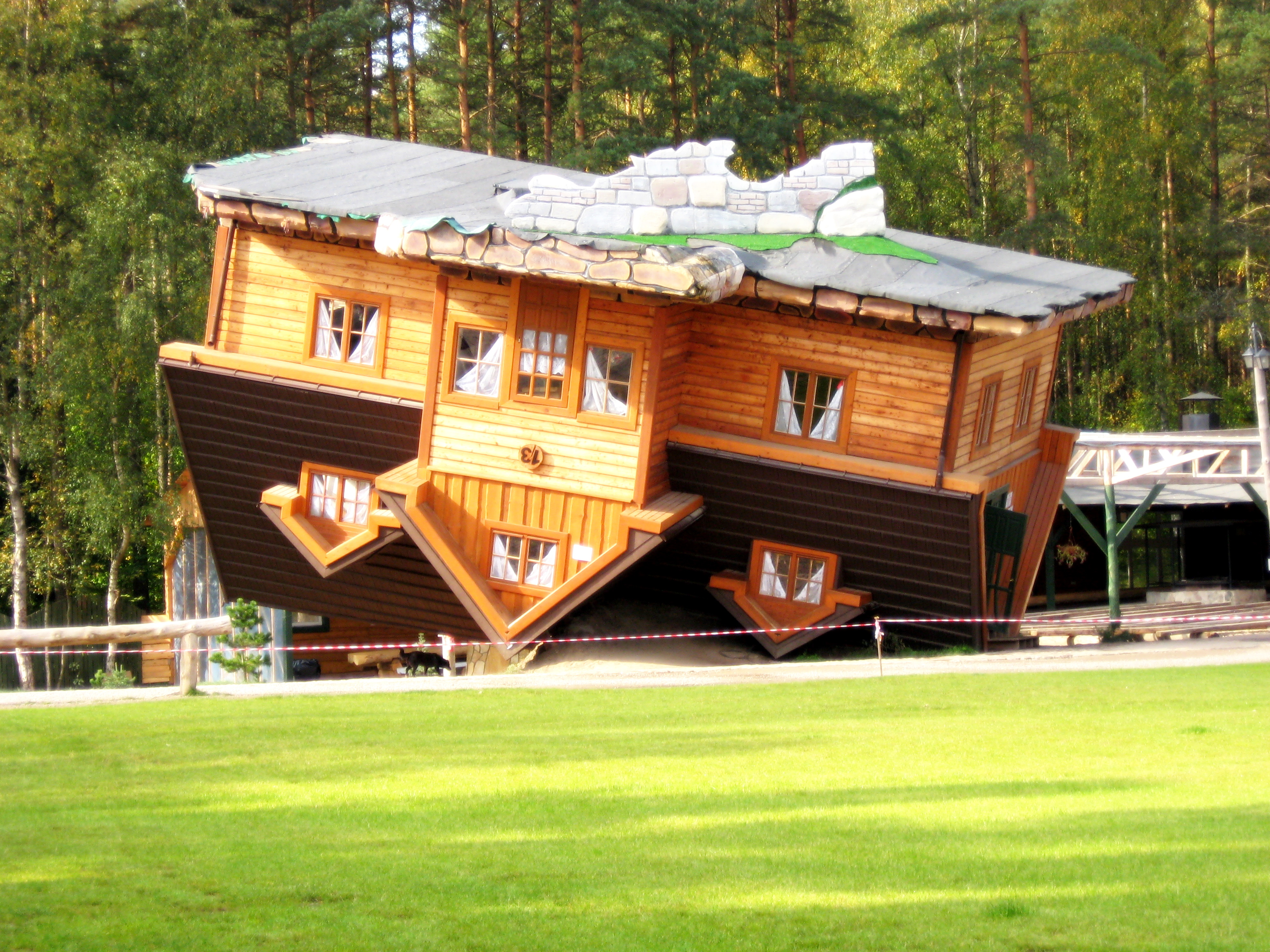
Szybmark / Polen
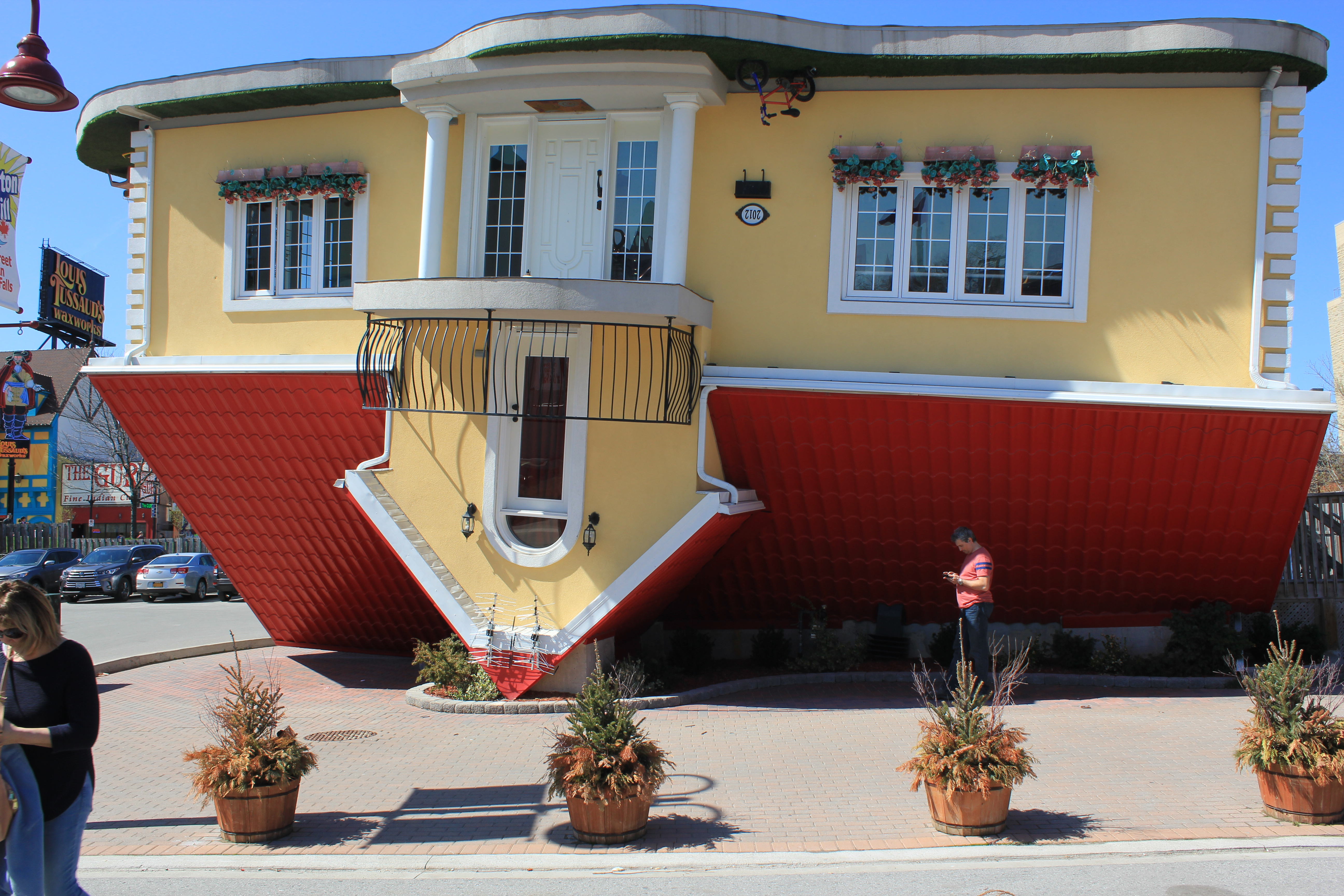
Niagara Falls / Vereinigte Staaten
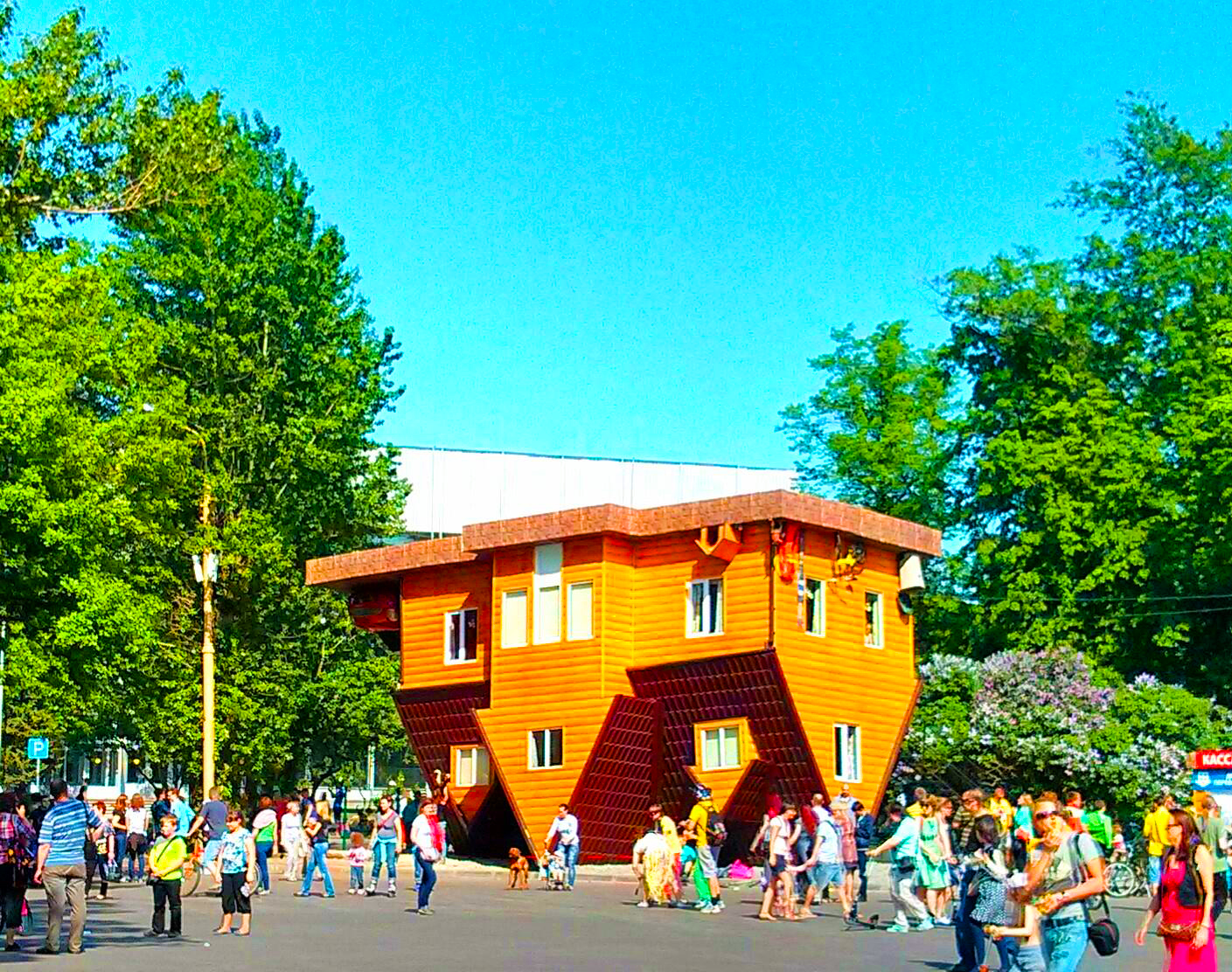
Russland
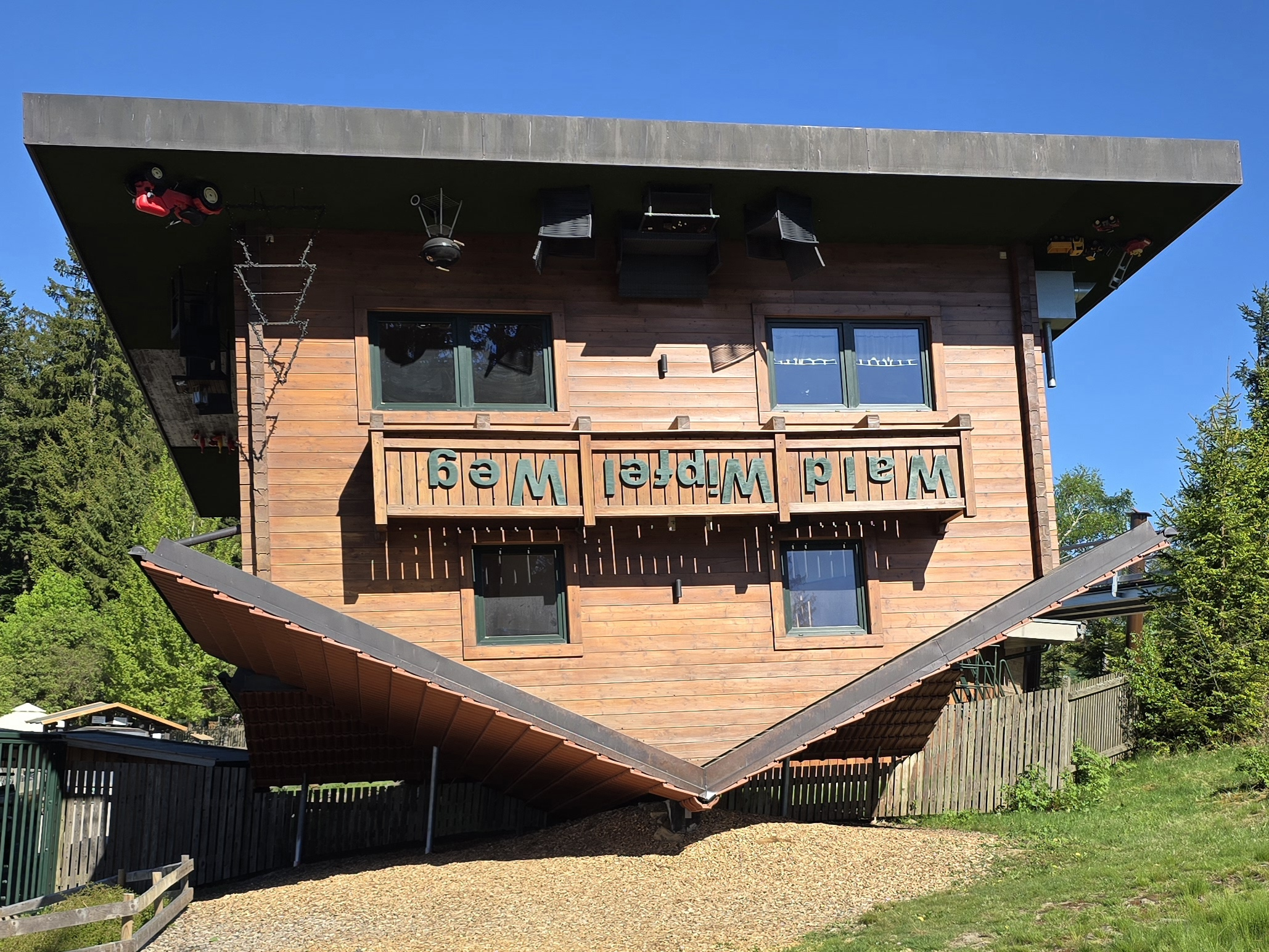
Waldwipfelweg Sankt Englmar / Deutschland
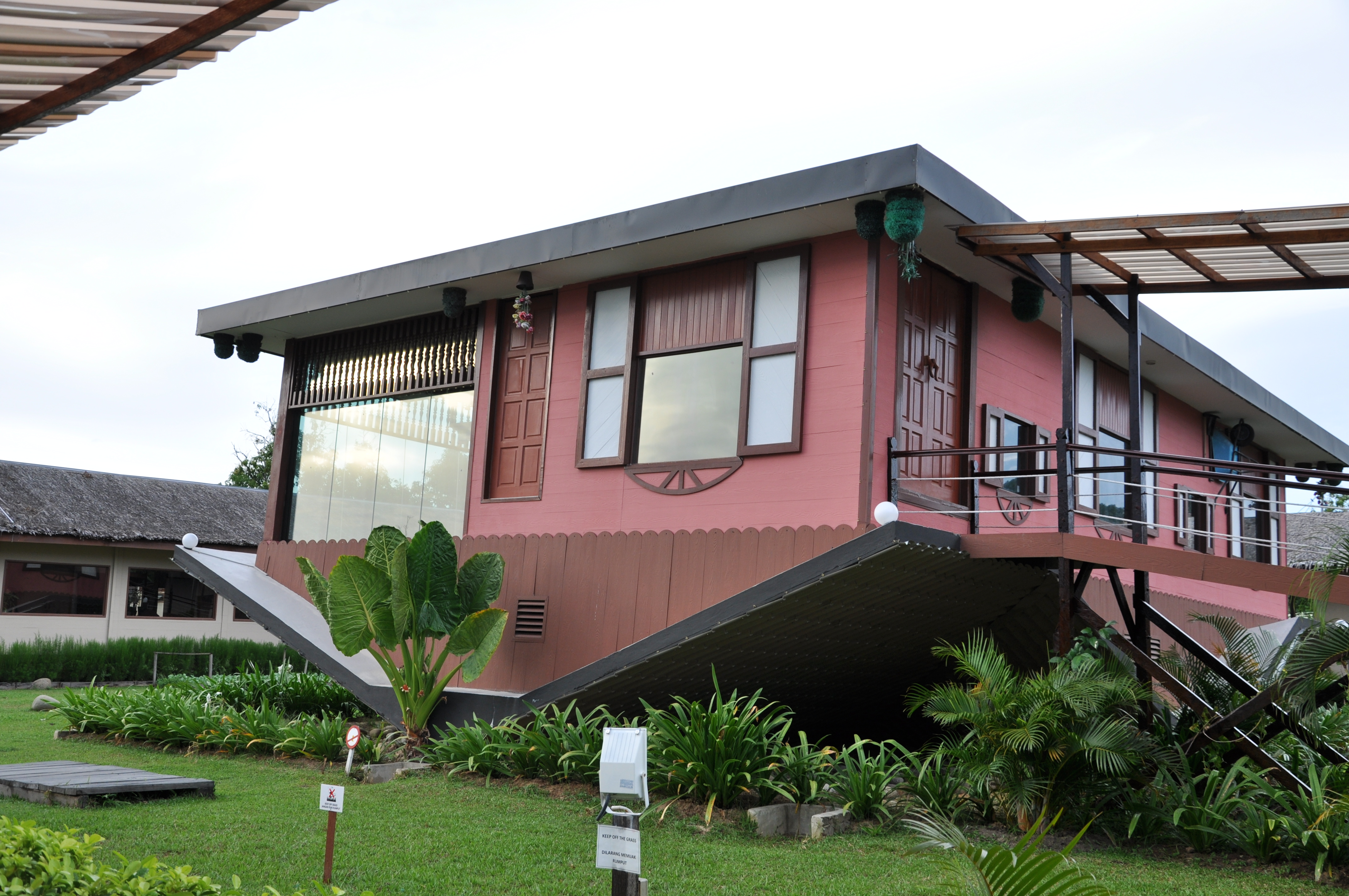
Tamparuli / Malaysia